# Relation thérapeutique
Ne doit pas être confondu avec Relation médecin-patient.
Une relation thérapeutique est un ensemble d'échanges intervenant entre deux personnes dans le cadre d'un soin apportée à l'une d'elles, soit en complément à d'autres actions (prescription), soit comme modalité principale et privilégiée.

## Polysémie
La notion de relation thérapeutique fait allusion à la dimension relationnelle dans les soins, mais elle peut être développée dans deux sens qui ne sont pas équivalents :
- le premier est celui de l’accompagnement relationnel de soins médicaux ou paramédicaux qui visent à établir avec le malade une coopération de sa part favorable à la réussite de soins biologiques, chirurgicaux ou rééducatifs. La qualité de la relation thérapeutique répond également, dans ce contexte, à des exigences éthiques que l'on retrouve les codes déontologiques des personnels soignants.
- un deuxième sens plus restrictif, tend à faire de la relation un soin à part entière et de centrer sur elle la thérapeutique. C’est ce qui se passe dans la psychothérapie et aussi la psychanalyse, quand le psychanalyste conçoit la cure comme une contribution aux soins.

## Origines[1]
La prise en compte de la relation humaine comme facteur de soin remonte à la médecine hippocratique. Mais il faut attendre Mesmer et son « magnétisme animal » à la fin du XVIIIe siècle pour que soit reconnue l’importance du rapport interpersonnel entre magnétiseur et magnétisé. Avec le somnambulisme de Puységur, il devient encore plus évident que l'on s'occupe du malade tout autant que de sa maladie. Dans les asiles, Pinel reconnaît l’intérêt d’une pratique conversationnelle comme moyen curatif des aliénés. Il découvre les vertus du « traitement moral » dans la littérature médicale anglaise et surtout en observant le travail de son surveillant-chef à Bicêtre, Jean-Baptise Pussin, qui préfère établir un contact avec les fous que de les frapper. L’attention à la relation soignante se développe ensuite avec la pratique de l’hypnotisme par Charcot à la Salpétrière, et surtout avec Bernheim à Nancy qui ramène le soin des troubles psychiques à une pure suggestion verbale de la part du médecin. C’est affirmer la puissance de la relation thérapeutique dans la guérison, mais elle se fait alors par un fort ascendant du médecin sur le malade réduit à la passivité, ce qui va être critiqué par Eeden (1893?) et surtout par Freud. Freud abandonne progressivement dans les années 1890 la pratique de l’hypnose pour lui préférer l’association libre et l’analyse du transfert.
Aux Etats-Unis, dès la fin du XIXe siècle, les mouvements évangéliques ont contribué à des cures mentales dans lesquelles la foi se mélange aux soins. L’idée d’une relation curative fondée sur la parole s’implante plus facilement qu’en Europe où les soins sont dominés par la médecine biologique et la méfiance envers la psychanalyse. Dès 1942, C. Rogers met en avant l’empathie compréhensive comme moyen de psychothérapie.[réf. nécessaire]
Dans la deuxième moitié du XXe siècle, il est suivi par une explosion des méthodes psychothérapiques qui s’inspirent de la psychanalyse, de la phénoménologie, du béhaviorisme, de la systémie et de divers courants humanistes ou cognitivistes. Toutes ces méthodes accordent à la relation entre le thérapeute et le patient une importance variable mais jamais négligeable.

## La relation comme accompagnement des soins
Dans la plupart des soins pratiqués dans le domaine médical et para-médical, la qualité de la relation thérapeutique est reconnue comme étant un facteur favorisant leur action.
Il s’agit aussi bien de l’acceptation de la maladie diagnostiquée par le médecin que de la qualité de l’observance du traitement ou des soins post-opératoires. La confiance du malade envers son médecin est déterminante dans tous ces cas. Par exemple, dans le traitement préventif de la néphropathie diabétique, la mesure la plus importante est l'équilibre strict du diabète renforcé par une surveillance et une relation thérapeutique sans faille. Dans le cas de maladies plus « inconsistantes » comme l’hypertension artérielle, la relation médecin-malade ne peut être décrite seulement en termes d’autorité mais comme une « coopération entre deux rationalité différentes ».
L’importance accordée à la relation thérapeutique est encore plus soulignée chez les personnels para-médicaux comme les infirmiers, les orthophonistes, les kinésithérapeutes, les psychomotriciens ou les ergothérapeutes. Par exemple, le code professionnel des infirmières du Nouveau Brunswick établit que « La relation thérapeutique est fondée sur la confiance, le respect et l’intimité et l’emploi judicieux du pouvoir conféré aux prestataires de soins ».
Là encore, la qualité de la relation entre le malade et ses soignants favorise le bon déroulement des soins et l’on préfère parfois parler d’ « actient » que de patient pour signifier la part active que celui-ci doit prendre pour y coopérer.

## La relation comme soin
Il s’agit du domaine de la psychothérapie à proprement parler. Il n’est pas possible de faire ici l’inventaire des différentes méthodes dont on trouvera un aperçu à la rubrique de ce terme. Il existe deux grands types de méthode:
Certaines méthodes psychothérapiques mettent l’accent sur l’importance de la relation entre le patient et le thérapeute comme facteur principal d’amélioration du patient, il s’agit alors de l’alliance thérapeutique.
De nombreuses recherches, pour la plupart outre-atlantique ont défini l’alliance thérapeutique comme le meilleur prédicteur du succès de la thérapie.
Pour d’autres praticiens, si l’alliance thérapeutique constitue un atout non négligeable de la qualité de la relation, il ne saurait constituer le principal facteur de changement, il n’en est qu’un préalable indispensable mais non suffisant.
L’essentiel de la thérapie se trouve dans la mise en œuvre d’une méthode fondée par exemple sur la résolution de problème dans le cas de thérapie cognitivo-comportementale, ou sur le transfert et son interprétation dans le cas des méthodes d’inspiration psychanalytiques.
Dans les cures les plus proches de la psychanalyse, la relation thérapeutique n’a pas tant d’importance dans sa réalité actuelle puisqu’elle est envisagée du point de vue du transfert. Elle ne peut donc contribuer au soin qu’à condition de produire une régression transférentielle. Et beaucoup de psychanalystes restent circonspects envers la dimension de l’alliance qui risque d’être comprise, selon eux, comme une diminution de l’asymétrie nécessaire entre le patient et l’analyste. Ainsi la notion de « compréhension » chez les analystes diffère de la compréhension empathique de C.Rogers. Certains auteurs particulièrement radicaux vont jusqu’à rejeter la relation thérapeutique qui ne serait, selon eux, qu’un symptôme d’un fantasme de guérison.

## La relation comme obstacle
Dans les cas où la relation entre patient et thérapeute est considérée comme une part essentielle du soin, il arrive cependant que ce soit elle qui fasse obstacle au soin et cette situation est loin d’être exceptionnelle si l’on en juge pas les nombreux cas d’abandon précoce de la thérapie (drop-out). Il peut s’agir d’un défaut dans l’alliance thérapeutique et aussi, dans le cas d’une méthode psychanalytique, d’un transfert négatif, pouvant aller jusqu’à une réaction thérapeutique négative telle que Freud l’a décrite. Mais la plupart du temps, il ne convient pas de dramatiser ces difficultés de parcours. Il n’est pas rare que la thérapie soit abandonnée puis reprise avec le même thérapeute ou avec un autre, ce qui peut être nécessaire pour que le patient parvienne à un stade de son évolution où il se sent capable d’établir une relation favorable à ses soins.
Il se peut aussi que le thérapeute manifeste plus ou moins consciemment des attitudes qui ne sont pas favorables au maintien de la relation avec tel patient. Il est nécessaire qu’il puisse s’interroger lui-même sur ses contre-attitudes ou son contre-transfert envers le patient et l’on sait que ce travail fait partie intégrante de son rôle de thérapeute, c’est l’objet de son travail de supervision.
Quand il s’agit de soins médicaux ou para-médicaux, la question de la relation paraît passer au second plan. La compliance du patient envers
les soins et son observance du traitement sont souvent liés à la qualité de la relation thérapeutique qui constitue, là aussi un support essentiel au bon déroulement des traitements. Par exemple, un jugement de valeur porté par le soignant sur la conduite du patient peut déstabiliser celui-ci et finalement nuire à la poursuite des soins.